# 台湾南海溪蟹
台湾南海溪蟹（学名：Nanhaipotamon formosanum）为溪蟹科南海溪蟹属的动物。是台灣特有種的大型淡水蟹之一，主要分布在彰化以南到台南之間，生活于山中水流两岸泥洞中。其生存的海拔范围为100至500米。

## 資料來源
- 南海溪蟹的故事 獲休士頓影展金牌[永久]－自由時報（2015年4月27日）